# Vương Kiệt (Bắc triều)
Vương Kiệt (chữ Hán: 王杰, 515 – 579), tên gốc là Vương Văn Đạt, không rõ tên tự, người huyện Trực Thành, quận Kim Thành , tướng lãnh nhà Tây Ngụy, nhà Bắc Chu cuối thời Nam Bắc triều.

## Sự nghiệp
Ông kỵ là Vương Vạn Quốc, làm đến Phục ba tướng quân, Yến Châu thứ sử nhà Bắc Ngụy. Cha là Vương Sào, làm đến Long tương tướng quân, Du Trung trấn tướng.
Kiệt từ nhỏ có tráng chí, lấy công danh làm mục tiêu của mình. Kiệt giỏi cưỡi ngựa bắn cung, có sức mạnh hơn người. Đầu thời Bắc Ngụy Hiếu Vũ đế, Kiệt được làm Tử đô đốc; về sau theo đế chạy sang Trường An, được ban tước Đô Xương huyện tử. Vũ Văn Thái thấy Kiệt là kỳ tài, cất nhắc làm Dương liệt tướng quân, Vũ Lâm giám, sau đó gia chức Đô đốc. Vũ Văn Thái từng nói với chư tướng: “Vương Văn Đạt là vạn nhân địch đấy, chỉ sợ mạnh mẽ thái quá mà thôi!”
Kiệt tham gia các trận đánh ở Đồng Quan, Sa Uyển, Mang Sơn (538 và 543), đều nhờ dũng cảm mà nổi tiếng; được đãi ngộ ngày càng long trọng, ban họ Vũ Văn. Kiệt được trừ chức Kỳ Châu thứ sử, gia chức Phủ quân tướng quân, Ngân thanh quang lộc đại phu, tiến tước làm công, thực ấp 800 hộ; dần thăng đến Đại đô đốc, Xa kỵ đại tướng quân, Nghi đồng tam tư, Thị trung, Phiếu kỵ đại tướng quân, Khai phủ nghi đồng tam tư.
Năm Tây Ngụy Cung đế đầu tiên (554), Kiệt theo Vu Cẩn vây Giang Lăng. Bấy giờ trong rào có người giỏi dùng giáo dài, lính Tây Ngụy trèo lên phần nhiều bị đâm ngã nhào. Cẩn lệnh cho Kiệt bắn kẻ ấy, ông bắn ngã hắn ta ngay lập tức. Quân Tây Ngụy bèn trèo lên, sau đó nối nhau tiến vào, chiếm được thành. Cẩn vui vẻ nói: “làm nên việc lớn của ta, là mũi tên của ngài đấy!”
Bắc Chu Hiếu Mẫn đế lên ngôi, Kiệt được tiến tước Trương Dịch quận công, tăng ấp 1000 hộ, ra làm Hà Châu thứ sử. Triều đình cho rằng Kiệt công danh trọng vẹn, nên cho ông thụ chức ở châu quê nhà. Năm Bảo Định thứ 3 (563) thời Bắc Chu Vũ đế, Kiệt được tiến vị Đại tướng quân. Sau đó, Kiệt theo Tùy công Dương Trung từ Mạc Bắc tấn công Bắc Tề, đến Tịnh Châu thì về. Năm Thiên Hòa thứ 3 (568), Kiệt được trừ chức Nghi Châu thứ sử, tăng ấp kể cả trước là 3600 hộ. Năm thứ 6 (571), Kiệt theo Tề công Vũ Văn Hiến chống trả tướng Tề là Hộc Luật Quang, được tiến vị Trụ quốc. Đầu niên hiệu Kiến Đức (572 – 578), Kiệt được trừ chức Kính Châu tổng quản.
Kiệt sớm tòng quân, dẫu không quen việc hành chính, nhưng làm quan ở địa phương, đều lấy trung dung làm trọng, được trăm họ yêu mến. Bắc Chu Tuyên đế lên ngôi, Kiệt được bái làm Thượng trụ quốc. Năm Đại Tượng đầu tiên (579) thời Bắc Chu Tĩnh đế, Kiệt mất, thọ 65 tuổi; được tặng Hà, Thiện, Đặng, Duyên, Thao, Đãng, Dực 7 châu chư quân sự, Hà Châu thứ sử, truy phong Ngạc quốc công, thụy là Uy.
Con là Vương Hiếu Tiên, cuối niên hiệu Đại Tượng (579 – 581) làm đến Khai phủ nghi đồng đại tướng quân.